# 142 aC
El 142 aC  va ser un any del calendari romà prejulià. Durant la República i l'Imperi Romà es coneixia com l'Any del Consolat de Servilià i Metel o també any 612 Ab urbe condita o de la fundació de la ciutat). L'ús del nom «142 aC» per referir-se a aquest any es remunta a l'alta edat mitjana, quan el sistema Anno Domini va ser el mètode de numeració dels anys més comú a Europa.

## Esdeveniments

### Antic Egipte
- Cleòpatra III, filla de Ptolemeu VI Filomètor i de Cleòpatra II, es casa amb Ptolemeu VIII Evèrgeta II, oncle seu i marit de la seva mare.[2]

### Judea Palestina
- Simó Macabeu, que succeeix al seu germà Jonatan Macabeu mort aquest any, es declara favorable a Demetri II Nicàtor, rei selèucida (147 aC-138 aC) que havia conservat la part oriental del regne. Demetri el confirma com a Summe Sacerdot, l'allibera d'impostos i reconeix la independència dels jueus.[3]

### República Romana
- Aquest any són elegits cònsols Quint Fabi Màxim Servilià i Luci Cecili Metel Calvus.[4]
- Del mandat de Metel Calvus només es recorda que fa de testimoni (junt amb el seu germà Quint Cecili Metel Macedònic) contra Quint Pompeu, que és acusat d'extorsió.[5]
- Els censors d'aquest any són Luci Mummi Acaic i Publi Corneli Escipió Africà Emilià. Escipió Emilià du a terme una censura molt severa, i reprimeix la immoralitat i el luxe, però els seus intents són boicotejats pel seu col·lega, que vivia amb molt de luxe i era en aquest sentit més indulgent. Els dos censors celebren el lustrum, un ritual de purificació que es fa cada cinc anys, on Escipió fa un important discurs.[6][7]
- Es construeix el primer pont de pedra que travessa el Tíber, el Pons Aemilius. Els censors d'aquest any substitueixen l'originària passarel·la de fusta per arcs de maçoneria.[8]

### Hispània
- Màxim Servilià obté Hispània Ulterior com a província. El senat li entrega dues legions, tres cents genets númides i deu elefants per dirigir la guerra contra Viriat. Entra a la Lusitània on s'enfronta amb Viriat, al que derrota i amb qui finalment signa un tractat de pau.[9]
- Quint Cecili Metel Macedònic rep la Hispània Citerior com a procònsol i fa la Guerra de Numància contra els celtibers, fins al 141 aC. Intentar sense èxit prendre Numància, però subjuga totes les altres tribus dels arevacs. Es coneixen diverses anècdotes d'aquesta campanya: la severitat amb que manté la disciplina, la humanitat que mostra en una ocasió cap a l'enemic (una rara virtut en els generals romans) i la prudència i habilitat amb què du a terme la guerra, que són celebrades per Valeri Màxim i Frontí. Al final intenta deixar l'exèrcit sense capacitat operativa per tal que el seu successor, Quint Pompeu Aule al que enveja i odia, trobi dificultats per a aconseguir la glòria.[10][11]